# Frederik Foert
Frederik Foert (* 7. November 1971 in München) ist ein deutscher Bildhauer und Objektkünstler.

## Leben und Werk
Frederik Foert wuchs in Bamberg in Franken auf. Er studierte von 1994 bis 1996 an der Burg Giebichenstein Hochschule für Kunst und Design, Halle/Saale bei Una H. Moehrke und wechselte 1996 an die Kunstakademie Münster in die Klasse von Timm Ulrichs. 2000 beendete er sein Studium als Meisterschüler von Timm Ulrichs mit dem Diplom in Freier Kunst. Seit 2012 lebt und arbeitet Foert in Berlin, Wien und Peking. Frederik Foert lehrt seit 2016 als Gastdozent an der Filmuniversität Babelsberg Konrad Wolf und am College for Art and Design der Beijing University of Technology.
In seiner Arbeit beschäftigt sich Frederik Foert mit Bewegungsstudien aller Art, baut er Versuchsanordnungen aus Alltagsgegenständen.
Als Ausgangsmaterial dienen ihm Reisesouvenirs und Geräte aus dem eigenen Haushalt, von der Schlagbohrmaschine über die Stereoanlage bis zur Küchenmaschine u. anderen banalen technischen Geräten.
Es entstehen kinetische Konstruktionen, aus Gegenständen des alltäglichen Lebens. Diese narrativen Bewegungsstudien richten ihr Augenmerk auf die scheinbar abwesenden Personen hinter den Gerätschaften. Jeder kennt die Gegenstände und assoziiert unterschiedliche Aspekte des eigenen Erfahrungsraumes.
Foerts Interesse gilt bei all seinen Arbeiten der Einfachheit der Konstruktion. Er verwendet ausschließlich Schraub- und Steckverbindungen, es wird nicht geklebt oder geschweißt, seine Installationen sind Bausätze, jeder Gegenstand kann jederzeit in sein gewohntes Umfeld zurückgeführt werden. Jede Installation wird den spezifischen Gegebenheiten des jeweiligen Ausstellungsraumes angepasst und in ihm in Szene gesetzt. Neben kinetischen Installationen, Zeichnungen und Collagen dreht er auch Videos.

## Einzelausstellungen (Auswahl)
- 2004: Der Teufel ist ein Eichhörnchen, Galerie am Stephansberg, Bamberg
- 2005: 40.000$, Kunsthalle 8, Kunstbüro Wien, Wien, Österreich
- 2005: Konstruktion/Dekonstruktion (mit Max Grüter), Kunstallianz, Berlin
- 2005: ...noch warm und schon Sand drauf, Galerie Abel – Neue Kunst, Berlin
- 2006: Bewegte Objekte und deren Bindungsängste, Städtische Galerie im Kornhaus, Kirchheim/Teck
- 2006: Viva Las Vegas, Galerie Jarmuschek & Partner, Berlin
- 2007: Happiness is a warm Gum (mit Reinhold Gottwald), Kulturpalast Wedding International, Berlin
- 2008: The Devil Got Him First, Neues Problem, Berlin
- 2009: Bad Men do what Good Men dream, second home project, Berlin
- 2009: Boomerang at my.visit, Preview Berlin, The Emerging Art Fair, Berlin
- 2010: Double Indemnity (mit Henrike Daum), zwanzigquadratmeter, Berlin
- 2011: Geschicklichkeit ist keine Hexerei, WENTRUP Gallery, Berlin
- 2011: Buschpiloten, Galerie Susanne Burmester, Bergen auf Rügen
- 2012: The Sun’s not yellow, it’s Chicken, Alexander Ochs Galleries, Beijing, China
- 2013: Schwarzbrenner (mit Gerhard Himmer), WAF Wiener Art Foundation, Wien Österreich
- 2013: On a Clear Day You Can See Forever!, Städtische Galerie Delmenhorst, Delmenhorst
- 2014: Miami Vice (mit Robert Barta), Stadtgalerie Kiel, Kiel
- 2015: slow dancing in a burning room, Museum Angerlehner, Thalheim bei Wels, Österreich
- 2015: in the end the truth doesn’t matter, Beijing University of Technology, Beijing, China
- 2016: The Lion Sleeps Tonight, Anninga Hof, Kunstwegen, Zwolle, Niederlande
- 2016: sunrise – red eyes, Kulturpalast Wedding, Berlin
- 2017: Flügel haben kurze Beine (mit Benedikt Braun), Galerie Eigenheim, Berlin
- 2017: Bernsteinzimmer 2.0 (mit Henrik Jacob), Kulturpalast Wedding International, Berlin
- 2018: High Rise / Low Fidelity, Studio im Hochhaus (mit Konstantin Bayer), Berlin
- 2018: Mutation auf der Bounty, Pavillon im Milchhof (mit Ole Aselmann), Berlin[3]